# 豚繁殖・呼吸障害症候群
豚繁殖・呼吸障害症候群（ぶたはんしょく・こきゅうしょうがいしょうこうぐん、porcine reproductive and respiratory syndrome;PRRS）は、豚繁殖・呼吸障害症候群ウイルス感染によるブタの感染症。豚生殖器・呼吸器症候群とも呼ばれる。日本では家畜伝染病予防法における届出伝染病であり対象動物は豚、いのしし。1987年にアメリカで初めて確認され、その後カナダやヨーロッパにも拡大した。豚の耳・鼻などがチアノーゼで青くなる症状もある事から「青耳病」（日本向けの中国系新聞記事ではブルーイヤ病）という通称がある。

## 原因
豚繁殖・呼吸障害症候群ウイルス（PRRSV）はアルテリウイルス科アルテリウイルス属に属する。接触感染および空気感染により伝播し、伝播力は強い。ブタ、イノシシが自然宿主であり、他の動物への感染は認められていない。PRRSVは高頻度に遺伝子変異が起こり、抗原性及び病原性の多様性があるため、ワクチンによる疾病対策が困難である。また、強毒変異株もしばしば報告されている。PRRSVは豚呼吸器複合感染症の主要な要因である。

## 症状
子豚と成豚では症状が異なり、子豚では慢性に経過する間質性肺炎と発育不良によりひね豚となる。また、他の病原体との混合感染により症状は悪化する。成豚では発咳呼吸困難などの肺炎症状を示し、妊娠後期での感染では胎子に経胎盤感染を起こし、早死産を引き起こす。産子はミイラ変性胎子、黒子、白子などの死産子と虚弱な生存子が混在する。

## 診断
血清、組織乳剤を豚マクロファージ細胞やMARC-145細胞に接種し、CPE観察、抗原の確認を行う。血清学的診断は間接蛍光抗体法、IPMA、ELISAを用いて行う。

## 治療
特異的な治療法はなく、対症療法を行う。繁殖障害に対する治療法はない。

## 予防
生ワクチンが開発されているが、確実に被害を防止することはできない。

## 流行
- 2006年から2007年にかけて中華人民共和国内で流行した。発生報告事例は、全省の半数にも及び、豚肉の価格が上昇するなどの現象が見られた。